# Alexander Dalrymple
Alexander Dalrymple (24 de julio de 1737 – 19 de junio de 1808) fue un geógrafo y botánico escocés, hermano del jurisconsulto escocés, David Dalrymple (1726-1792).

## Biografía
Se incorporó de joven a la Compañía Británica de las Indias Orientales. Realizó varios viajes de exploración en el archipiélago indonesio y otros destinados a documentar relaciones cartográficas de las costas. La Compañía lo nombró hidrógrafo.
Robó a los españoles importantes cartas náuticas cuando fue el último gobernador británico de Manila. Dalrymple ordenó saquear la mayor parte de los fondos documentales de la ciudad, que era el centro documental y cartográfico más importante del Pacífico. Así, saquea sobre todo la importantísima biblioteca del gran convento agustino de San Pablo. Allí pudo obtener un tesoro bibliográfico y cartográfico: toda la labor mapística de Andrés de Urdaneta, quien fue agustino, documentación que, perfeccionada, seguía en uso por los marinos españoles. Sus observaciones y mapas contribuyeron al éxito del primer viaje de James Cook alrededor del mundo.
Publicó en 1767 y en 1768 sendos libros sobre sus observaciones en el océano Pacífico. En 1769, publicó un plan para extender el comercio de Gran Bretaña en esa región. Posteriormente, con la Historical collection of the several voyages and discoveries in the South Pacific Ocean (1770-71), publicó los documentos españoles que demostraban el paso de Luis Váez de Torres por el sur de Nueva Guinea, a través del después llamado en recuerdo suyo Estrecho de Torres. Despertó un gran interés su hipótesis de la existencia de un continente desconocido que llevó a Cook a emprender otro viaje hacia el Pacífico sur. Pero en este su segundo viaje (de 1772 a 1775) todavía seguía sin demostrarse su existencia. La compilación de viajes de navegantes españoles publicada en 1770 se traducirá, en versión abreviada, al francés en 1774.
Estuvo embarcado en la búsqueda de un continente meridional y se sintió amargamente decepcionado cuando seleccionaron a Cook, en su lugar, como comandante de la expedición que finalmente encontraría Australia, en 1770.
Durante su vida produjo millares de cartas náuticas detallando por primera vez un número notable de los mares y de los océanos existentes, que contribuyeron perceptiblemente a la seguridad de la navegación.

## Obra
- An Account of the Discoveries made in the South Pacifick Ocean previous to 1764. Londres 1767
- An Historical Collection of Several Voyages and Discoveries. Londres 1771 en línea
- Historische Sammlung der verschiedenen Reisen nach der Südsee im 16, 17 und 18 Jahrhundert und der daselbst gemachten Entdeckungen. Bohn, Hamburgo 1786
- La abreviatura «Dalr.» se emplea para indicar a Alexander Dalrymple como autoridad en la descripción y clasificación científica de los vegetales.[3]